# Jadwiga Łuszczewska

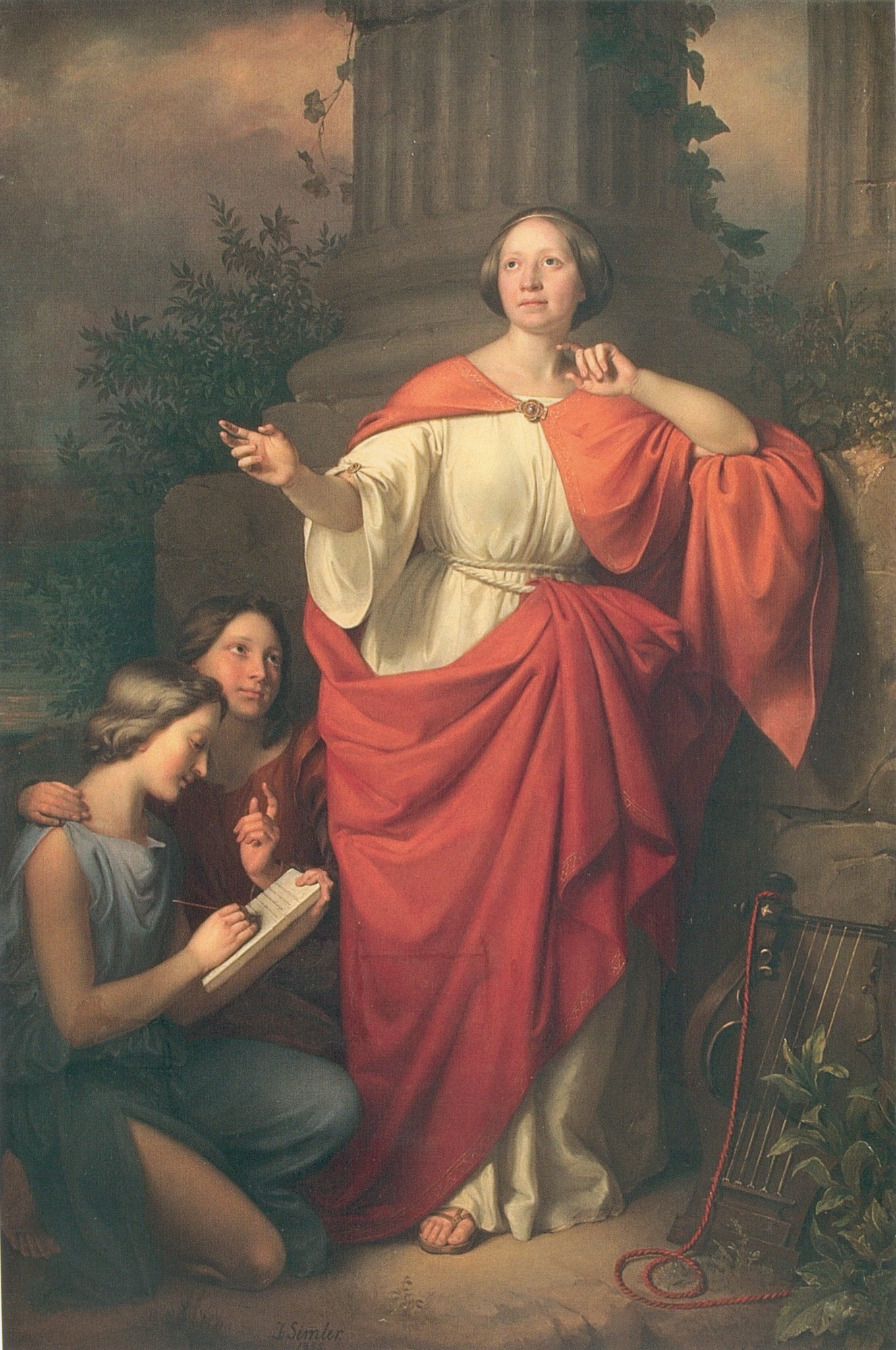
Un dipinto del 1855 che ritrae Jadwiga Łuszczewska come la greca antica Diotima

Jadwiga Łuszczewska, meglio conosciuta col nome d'arte Diotima (da Diotima di Mantinea; Varsavia, 1º luglio 1834 – Varsavia, 23 settembre 1908), è stata una poetessa e scrittrice polacca.

## Opere
- Lech (1859)
- Panienka z okienka (1898)
- Sobieski pod Wiedniem (1908)
- Pamiętnik 1834-1897 (1968)